# Vasilije Micić
Vasilije Micić (serbisch-kyrillisch Василије Мицић, * 13. Januar 1994 in Kraljevo, Serbien) ist ein serbischer Basketballspieler, der seit Mitte Juli 2025 bei Hapoel Tel Aviv unter Vertrag steht. Der Vertrag läuft über drei Jahre. Micić wurde am 26. Juni 2014 an 52. Stelle des NBA-Draft 2014 von den Philadelphia 76ers ausgewählt und spielt auf der Position des Point Guards.

## Jugend
Von 2002 bis 2006 spielte er in der Jugend des OKK Belgrad. Im Jahre 2006 wechselte Micić in die Jugendabteilung von KK Roter Stern Belgrad, dort spielte er bis ins Jahr 2007. Danach spielte er bis in das Jahr 2010 in der Jugend des KK FMP.

## Professionelle Karriere

### KK Mega Vizura (2010 bis 2014)
Im Jahre 2010 unterschrieb Micić seinen ersten Profivertrag bei KK Mega Vizura. Im Alter von 16 Jahren debütierte er in der höchsten Spielklasse des serbischen Basketballs und bestritt dort in der Saison 2010/11 35 Spiele. Aufgrund einer Knieverletzung konnte er in der darauffolgenden Saison 2011/12 nur acht Spiele bestreiten.

### NBA-Draft
Am 26. Juni 2014 wurde Micić an 52. Stelle von den Philadelphia 76ers im NBA-Draft 2014 gezogen. Jedoch kam er nicht gleich in der NBA zum Einsatz, sondern sollte in Europa Spielerfahrung sammeln.

### FC Bayern München (2014 bis 2016)
Am 4. August 2014 unterschrieb Micić beim deutschen Erstligisten und Euroleague-Teilnehmer FC Bayern München einen Zweijahresvertrag bis 2016 mit einer Option auf eine weitere Saison.

### KK Roter Stern Belgrad (2015 bis 2016)
Am 27. Dezember 2015 gab der FC Bayern München bekannt, Micić bis zum Saisonende nach Serbien zum KK Roter Stern Belgrad auszuleihen. Nach dem Ablauf seiner Leihe wurde der Vertrag vom FC Bayern München nicht verlängert und Micić wechselte in die Türkiye Basketbol Ligi zu Tofaş Spor Kulübü.

### Tofaş Spor Kulübü (2016 bis 2017)
Am 26. Juli 2016 unterschrieb Micić einen Vertrag beim türkischen Erstligisten Tofaş Spor Kulübü.

### Žalgiris Kaunas (2017 bis 2018)
Am 15. Juni 2017 unterschrieb Micić einen Zweijahresvertrag beim litauischen Verein Žalgiris Kaunas. Mit der Hilfe von Micić gewann Žalgiris Kaunas erneut die Meisterschaft der litauischen Liga und qualifizierte sich für das Final Four der EuroLeague, wo man jedoch gegen Fenerbahçe verlor. Nach der Niederlage gegen Fenerbahçe gewann man gegen ZSKA Moskau und sicherte sich damit den dritten Platz. In der EuroLeague-Saison 2017/18 erzielte Micić durchschnittlich 7,7 Punkte, 4,2 Assists und 2,2 Rebounds. Nach der Saison verließ er Žalgiris Kaunas.

### Anadolu Efes SK (2018 bis 2023)
Am 20. Juni 2018 unterschrieb Micić einen Zweijahresvertrag beim türkischen Erstligisten Anadolu Efes SK. In der Saison 2018/19 führte Micić seine Mannschaft ins EuroLeague-Final Four, wo man im Endspiel gegen ZSKA Moskau verlor. In 37 Saisonspielen erzielte er durchschnittlich 12,1 Punkte, 5,5 Assists and 2,2 Rebounds je Begegnung.
Am 25. Mai 2019 unterschrieb Micić eine Vertragsverlängerung über zwei Jahre bei Anadolu Efes. Am 10. August 2020 bestätigte sein Berater, dass er für die Saison 2020/21 zu Anadolu zurückkehren und nicht den Versuchen unternehmen würde, bei einer NBA-Mannschaft unterzukommen. Am 26. Mai 2021 wurde bekanntgegeben, dass Micić nach einer Saison mit Mittelwerten von 16,3 Punkten und 4,8 Assists zum besten Spieler der EuroLeague-Saison 2020/21 gewählt wurde. Anschließend gewann er mit Anadolu Efes am 30. Mai 2021 das Finale der EuroLeague-Saison 2020/21 gegen den FC Barcelona, in dem er in knapp 35 Minuten Spielzeit mit 25 Punkten bester Korbschütze des Finales wurde. Micić wurde außerdem zum wertvollsten Spieler der Final Four gewählt. In der Saison 2021/22 gewann Anadolu Efes wiederum die EuroLeague und Micić wurde erneut als bester Spieler des Endturniers ausgezeichnet. 2023 gewann er mit der Mannschaft wieder die türkische Meisterschaft.

### Oklahoma City Thunder (2023 bis 2024)
Im Sommer 2023 wurde er von den Oklahoma City Thunder aus der National Basketball Association unter Vertrag genommen. Er bestritt 30 Ligaspiele für Oklahoma, erzielte im Durchschnitt 3,3 Punkte und gab 2,5 Vorlagen, bevor er im Februar 2024 zu den Charlotte Hornets transferiert wurde.

### Charlotte Hornets (2024 bis 2025)
In den restlichen 30 Spielen der Saison 2023/24 stand Micić 21 Mal in Charlottes Anfangsaufstellung und verzeichnete im Durchschnitt 10,8 Punkte, 2,1 Rebounds und 6,2 Assists pro Spiel. Seine Trefferquote im Zweipunktebereich lag bei 52,9 % und bei Würfen von jenseits der Dreipunktelinie bei 29,4 %. Somit lagen seine Durchschnittswerte für die ganze Saison 2023/24 bei 7 Punkten und 4,4 Vorlagen in 60 Spielen. In der Saison 2024/25 erzielte er bis Februar 2025 im Durchschnitt 7,5 Punkte je Begegnung.

### Phoenix Suns (2025)
Anfang Februar 2025 gab Charlotte Micić an die Phoenix Suns ab. Bis zum Ende der Hauptrunde der Saison 2024/25 blieb er in fünf Spielen für Phoenix punktlos.

### Hapoel Tel Aviv (seit 2025)
Phoenix einigte sich im Sommer 2025 mit Charlotte auf einen Spielertausch, in dessen Zuge die Rechte an Micić an seine vorherige Mannschaft zurückgingen. Allerdings wechselt er dann zu Hapoel Tel Aviv. Laut Medienberichten erhielt er bei dem israelischen Verein einen Dreijahresvertrag mit einem Jahresverdienst von rund fünf Millionen Euro.

## Nationalmannschaft
2011 nahm Micić mit der serbischen Nationalmannschaft an der U18-Weltmeisterschaft teil, dort gewann er die Silbermedaille. Im Jahr 2013 nahm er an der U19-Basketball-Weltmeisterschaft teil und gewann dort ebenfalls die Silbermedaille. Zudem wurde er in das All-Tournament Team gewählt.
Im selben Jahr debütierte Micić in der serbischen Herrennationalmannschaft bei der Basketball-Europameisterschaft 2013, dort erzielte er im Durchschnitt 4,4 Punkte, 1,5 Rebounds und 1,3 Assists pro Spiel.
Micić nahm an der Basketball-Europameisterschaft 2017 teil und verhalf seiner Mannschaft dabei bis ins Endspiel, in dem sie jedoch gegen Goran Dragić, Luka Dončić und die slowenische Basketballnationalmannschaft verlor und sich damit die Silbermedaille sicherte.
Bei der Basketball-Weltmeisterschaft 2019 war Serbien der Favorit, wurde jedoch im Viertelfinale von Argentinien besiegt. Nachdem die Serben in der Platzierungsrunde Spiele gegen die Vereinigten Staaten und Tschechien gewannen, landete man auf dem fünften Platz. Micić erzielte in acht Spielen durchschnittlich 5,6 Punkte, 1,8 Rebounds und 3,3 Assists.
Bei den Olympischen Spielen 2024 gewann er die Bronzemedaille.

## Sonstiges
Micić galt als eines der erfolgversprechenden Talente des europäischen Basketballs. So war er auch einer der zwölf Kandidaten zur Auszeichnung des FIBA Europe Young Men’s Player Of The Year Award (U22 Männer), der den besten Nachwuchsspieler des europäischen Basketball auszeichnet.
Seine Schwester, Nina Micić, ist eine erfolgreiche Snowboarderin. Sie nahm als erste serbische Snowboarderin überhaupt an den Olympischen Winterspielen 2014 in Sotschi teil.